# Ingrid Krau

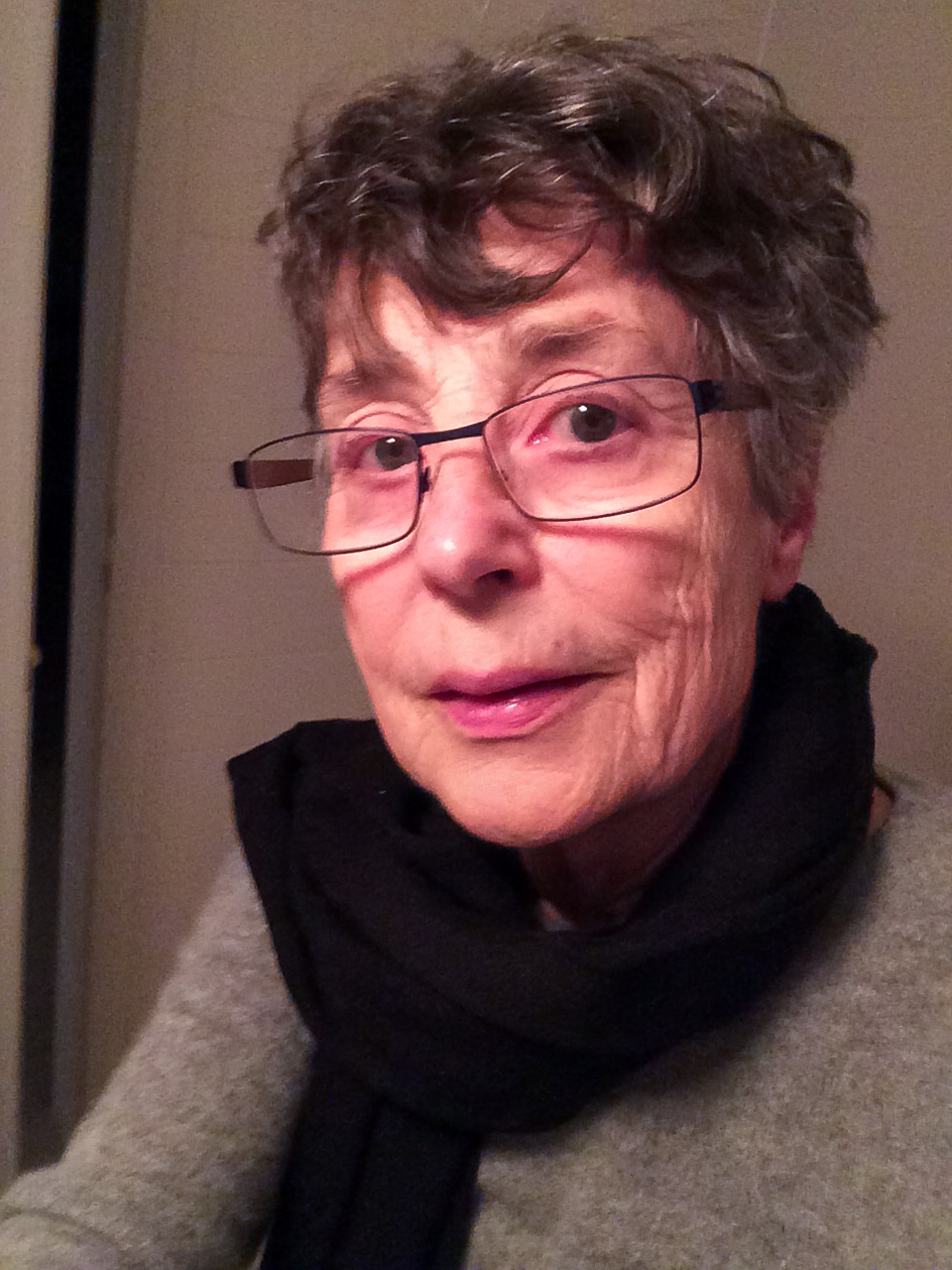
Ingrid Krau (Selbstaufnahme, Januar 2018)

Ingrid Krau (* 1942 in Berlin) ist eine deutsche Stadtplanerin, Hochschullehrerin und Buchautorin. Bis zu ihrer Emeritierung unterrichtete sie als Professorin für Stadtentwicklung an der Technischen Universität München.

## Leben

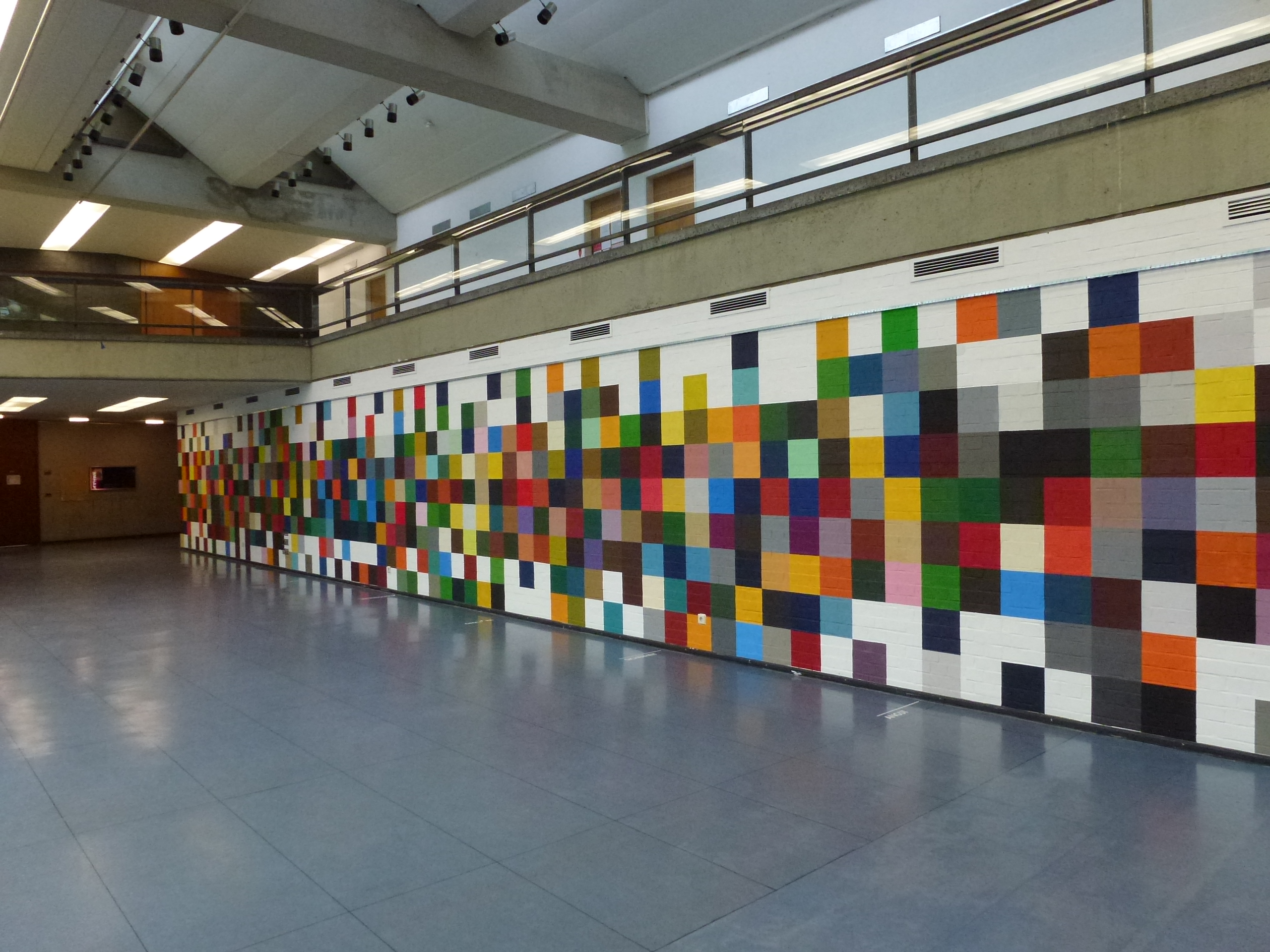
Gebäude der Architektur-Fakultät der Technischen Universität Berlin

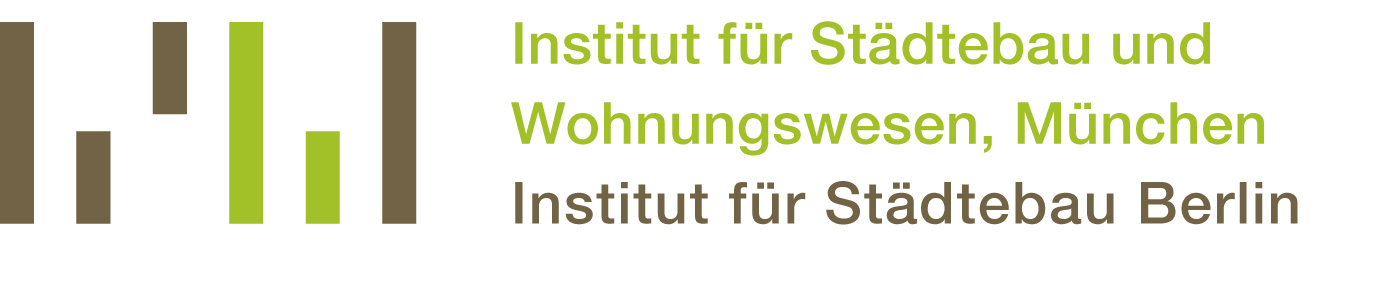
Logo des Instituts für Städtebau und Wohnungswesen, München und Berlin

Ingrid Krau studierte von 1961 bis 1967 Architektur an der Technischen Hochschule Braunschweig und an der Technischen Universität Berlin. Nach dem Studium arbeitete sie als freie Mitarbeiterin in verschiedenen Architekturbüros. Anschließend wurde sie Assistentin an der Fakultät für Architektur der Technischen Universität Berlin. 1973 promovierte sie an der Freien Universität Berlin zur Dr. rer. pol. im Fach Sozialwissenschaften. Nach ihrer Promotion war sie bis 1978 Referentin im Planungsstab der Stadt Duisburg. Parallel dazu betrieb sie Forschungen zu inner- und außerbetrieblichen Lebensverhältnissen von Stahlarbeitern im Hüttenwerk Rheinhausen der Krupp Stahl AG. Schließlich wurde sie Beraterin im Vorbereitungsteam der Internationalen Bauausstellung Emscher Park. Diese Tätigkeiten endeten mit der Gründung eines Büros für Stadtplanung in Bochum.
1993 wurde Ingrid Krau an die Technische Universität München berufen, wo sie 1994 als erste ordentliche Professorin dieser Hochschule den Lehrstuhl für Stadtraum und Stadtentwicklung an der Fakultät für Architektur innehatte. Bis 2010 leitete sie das Institut für Städtebau und Wohnungswesen München der Deutschen Akademie für Städtebau und Landesplanung (DASL). Seit ihrer Emeritierung forscht sie zu den Auswirkungen der fossilen Energiegewinnung auf Raum, Gesellschaft und Wirtschaft, besonders zu den Pfadabhängigkeiten und langfristigen Folgen in den Dimensionen des Anthropozän.

## Städtebauliches Anliegen
Von Anfang an war Ingrid Krau durch die beeindruckenden Artefakte der Montanindustrien im Ruhrgebiet geprägt, weshalb sie nach der Promotion 1973 dorthin zurückkehrte. In diesen Jahren entstanden Planungen und Gutachten in Auseinandersetzung mit den machtvollen Wirkungen der Montanindustrie auf Raum, Zeit und Lebensweisen. Parallel dazu stellte sie erste Überlegungen zur Einbeziehung des Duisburger Innenhafens in die Innenstadtentwicklung an und wandte sich gegen den Abriss industrienaher Wohngebiete.
In der Münchner Zeit widmet sie sich städtebaulichen Umbaustrategien für das wachsende München. Parallel dazu lehrte sie an der Technischen Universität München städtebauliche Entwurfslehre und organisierte Fortbildungen für Planer im Institut für Städtebau und Wohnungswesen. Daraufhin wurde sie in mehrere wissenschaftliche Beiräte berufen. Kontinuierlich publiziert sie wissenschaftliche Fachartikel, in denen sie eine stets kritische Stimme zu aktuellen Fragen der Stadtentwicklung erhebt, wie beispielsweise im Rahmen der städtebaulichen Nachverdichtung in München. „Wir plädieren für zusätzliche Flächen und Räume, die Kommunikation ermöglichen.“
Während Städtebau in der Regel als Gestaltungsaufgabe gesehen wird, der fertige Artefakte hervorbringt, interessiert sich Ingrid Krau zunehmend für „Städtebau als Prozess“, der eingebettet in die Regelwerke der Stadtplanung zwischen Kontinuität und Transformation verläuft. Wichtig ist ihr dabei, den Städtebau als „identitätsbildenden städtischen Gesamtzusammenhang“ zu sehen und zu planen. Ihr Folgethema nach der Emeritierung wird das epochale Verlöschen des fossilen Industriezeitalters im Ruhrgebiet und die Suche nach einer neuen Wirtschaftsstruktur für die Region. Im Fokus stehen hier die Montanindustrien mit ihrer Orientierung auf fossile Großtechnologien, die mentalen Pfadabhängigkeiten der Ruhrindustrien wie auch die der politischen Institutionen. Ingrid Krau ist Mitglied der Deutschen Akademie für Städtebau und Landesplanung, des Bundes Deutscher Architekten (BDA) sowie des Deutschen Werkbunds. 2013 wurde ihr für ihr Engagement das Bundesverdienstkreuz am Bande verliehen.

## Schriften

### Monografien
- mit Manfred Walz: Wer weiß denn schon, was Kontischicht bedeutet? Campus, Frankfurt am Main / New York 1986.
- Architektur Ruhrgebiet. Internationale Sommerakademie 1989. Jürgen Häuser, Darmstadt 1991.
- Städtebau als Prozess. JOVIS-Verlag, Berlin 2010.
- Kohle, Öl und Krieg. Eine Biographie. Transit Verlag, Berlin 2015.
- Verlöschendes Industriezeitalter. Suche nach Aufbruch an Rhein, Ruhr und Emscher. Wallstein Verlag, Göttingen 2018.
- CORONA und die Städte. Suche nach einer neuen Normalität. Oekom, München 2021, ISBN 978-3-96238-291-9.
- "Lass los, geh weiter." Autobiografische Reflexionen, München 2024 (BoD) unter Aktuell

### Fachaufsätze und Studien
- Planungserfolg kann man lernen! Gemeinsam mit Andreas Romero. In: Planerin_04 (2001), S. 51 f. (PDF)
- Vom Architekten zum Stadtplaner. In: Winfried Nerdinger (Hrsg.): Der Architekt. Geschichte und Gegenwart eines Berufsstandes. Band 2. München / London / New York 2012, S. 710–725. (PDF)
- Das Hansaviertel. Denkmal – Energetische Herausforderungen – kleinteiliges Wohnungseigentum in großen Häusern. Studie 2012/13 mit Rainer Vallentin (PDF)
- Stadt- und Raumplaner – zum Wandel eines Berufsbildes. In: Raumforschung und Raumordnung, Nr. 72 (2014), S. 309–321. (doi:10.1007/s13147-014-0297-4)
- Urbane Dichte gestalten. Beitrag zur Weiterentwicklung des Diskussionsstands im Arbeitskreis „Stadt: Gestalt und Lebensraum“ des Münchner Forums. In: Standpunkte online, Nr. 2/2016 (PDF)

## Zitate und Einzelnachweise
1. ↑  Auf höchsten Niveau. Die Geschichte der TUM. (Memento des Originals vom 4. Februar 2018 im Internet Archive)  Info: Der Archivlink wurde automatisch eingesetzt und noch nicht geprüft. Bitte prüfe Original- und Archivlink gemäß Anleitung und entferne dann diesen Hinweis., Veröffentlichung vom 22. November 2017 auf der Website der TU München, Schwerpunkt aus KontaktTUM 2/2017
2. ↑  Für die IBA Emscher Park z. B. in Form einer Grundlagenarbeit zur Nachnutzung der Zeche Zollverein 12, gefolgt von Nutzungskonzepten für Zeche Hansa und Kokerei Hansa, den Umbau der dem Engelshaus in Wuppertal benachbarten Remise als Erweiterung des Museums für Frühindustrialisierung.
3. ↑  Thomas Kronewiter: Wohnungsbau aus der Zahnpastatube. In: Süddeutsche Zeitung vom 27. Mai 2016. – dort weiter: „Es gibt viele Münchner, die sogar darauf angewiesen sind, dass ihre individuellen Räume klein und dafür bezahlbar sind. Und dass sich ergänzend gemeinschaftliche Nutzungen außerhalb der Wohnung ergeben, die flexibel nutzbar sind und zur Verfügung stehen.“
4. ↑  Ingrid Krau: Urbane Dichte gestalten. 2016

| Personendaten    | Personendaten                                                     |
| ---------------- | ----------------------------------------------------------------- |
| NAME             | Krau, Ingrid                                                      |
| KURZBESCHREIBUNG | deutsche Stadtplanerin und Hochschullehrerin für Stadtentwicklung |
| GEBURTSDATUM     | 1942                                                              |
| GEBURTSORT       | Berlin                                                            |